# Maria Himmelfahrt (Haiger)

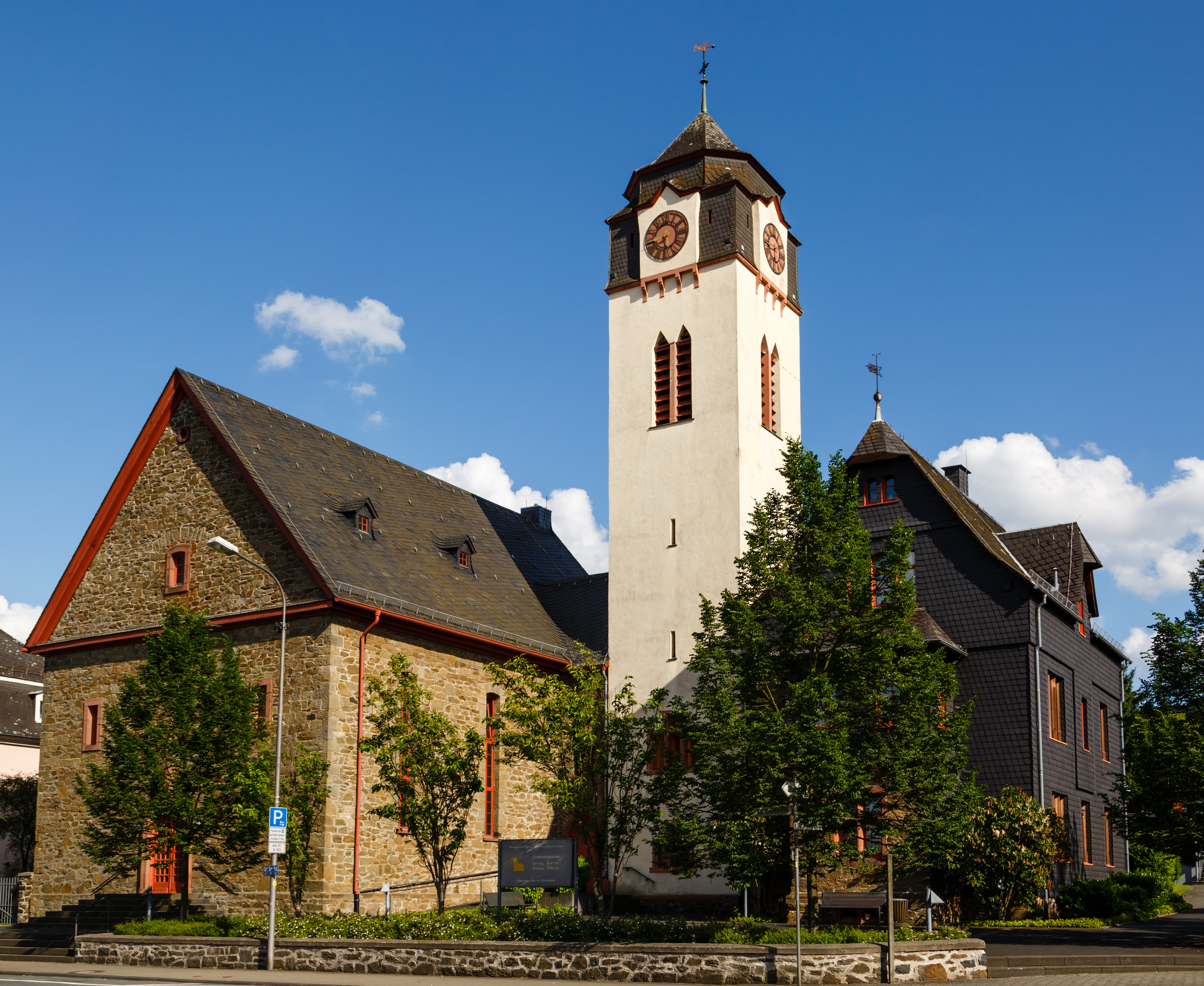
Katholische Kirche Haiger

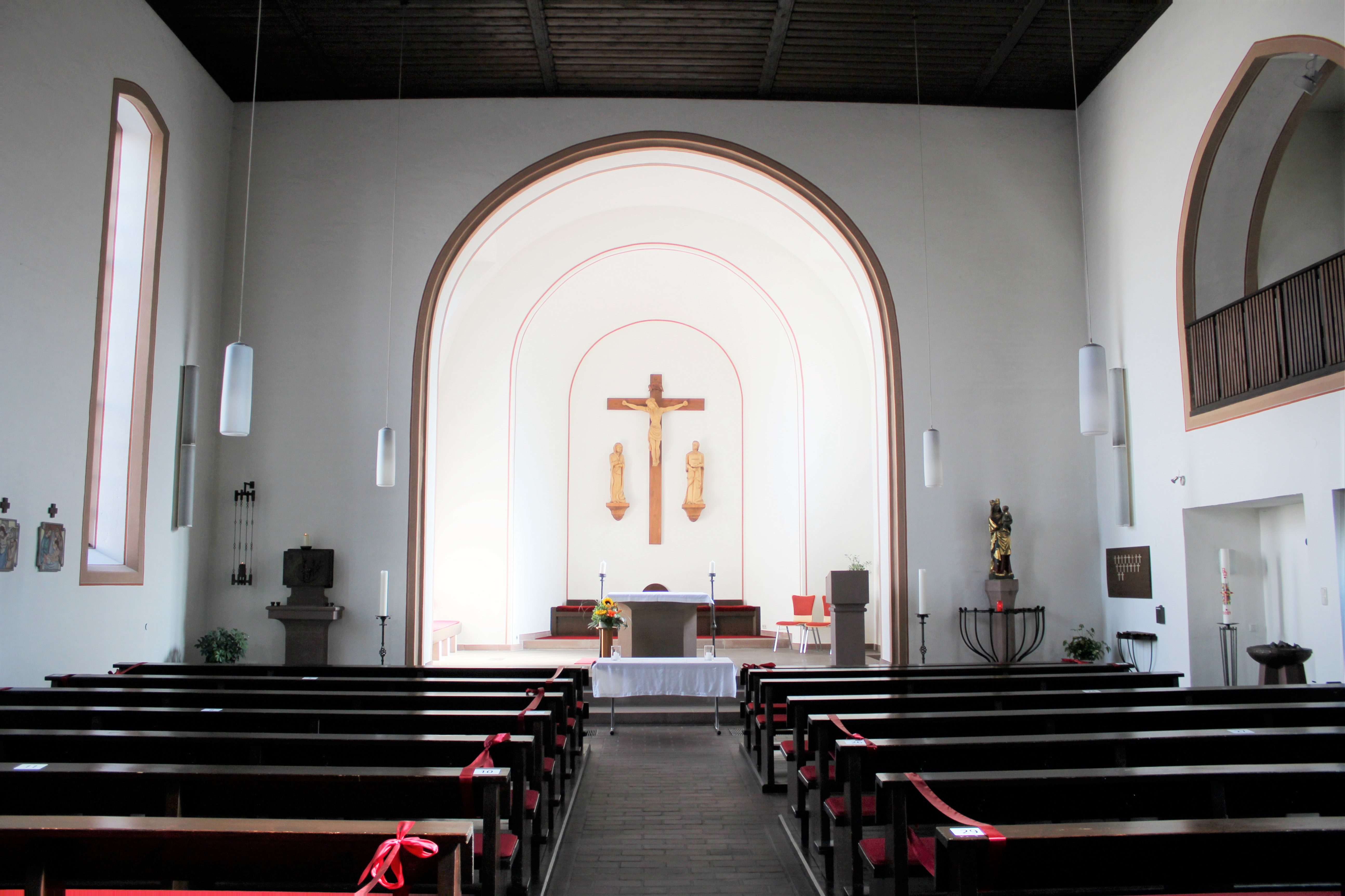
Inneres

Die römisch-katholische, denkmalgeschützte Kirche Maria Himmelfahrt steht in der Stadt Haiger im Lahn-Dill-Kreis (Mittelhessen). Die Kirche gehört zur Pfarrei Herz Jesu Dillenburg im Kirchenbezirk Lahn-Dill-Eder des Bistums Limburg.

## Beschreibung
Die Saalkirche wurde 1891 erbaut. Der Kirchturm erhielt 1928–1930 einen Aufsatz in expressionistischen Formen. Ein Kirchenschiff aus Bruchsteinen wurde ihm seitlich angefügt. Nach den Beschädigungen im  Zweiten Weltkrieg wurde die Kirche vereinfacht wieder aufgebaut. Die Orgel mit zwölf Registern, zwei Manualen und Pedal wurde 1950 von Eduard Wagenbach gebaut.